# معبد آکاما
معبد آکاما (به ژاپنی: 赤間神宮 Akama Jingū) یک معبد شینتویی در شیمونوسکی، یاماگوچی، استان یاماگوچی است که به امپراتور آنتوکو که در کودکی در نبرد دان نو اورا در سال ۱۱۸۵ کشته شد اختصاص داده شده‌است.